# Sabotaj din iubire
Sabotaj din iubire (în franceză Le Sabotage amoureux) este un roman scris de Amélie Nothomb. A fost publicat pentru prima dată în 1993.
Romanul pornește de la propria experiență a autoarei Amelie Nothomb – fiică de diplomați care au locuit la Beijing, între 1972 și 1975. O carte despre nostalgia copilăriei. Trei ani, o eternitate, petrecuți în „ghetoul Sanlitun”, destinat străinilor și izolat ermetic de lumea chineză a anilor ’70. Iar în acesta, comunitatea copiilor este un univers interzis adulților. Eroina își narează experiențele cele mai intense, cu valoare formativă și inițiatică, pe care le-a trăit acolo între cinci și opt ani: îndelungatul război al copiilor între ei, prima iubire cu toate exaltările și suferințele sale. Care se dovedește a fi un alt război. Toate mijloacele sînt și aici permise, inclusiv josnicia și cruzimea.